# Вольфганг Германн
Вольфганг Германн (нім. Wolfgang Hermann; 13 грудня 1908, Кіль — ?) — німецький офіцер-підводник, корветтен-капітан крігсмаріне.

## Біографія
1 квітня 1928 року вступив на флот. З 1 жовтня 1932 по 3 жовтня 1935 року — дивізійний офіцер на лінкорі «Гессен». З серпня 1939 року — офіцер розвідки розвідувального управління ВМС «Ельба», з січня 1940 року — «Центр».
З 31 березня по 28 червня 1941 року пройшов курс підводника, з 29 червня по 17 серпня — курс командира підводного човна. У вересні 1941 року переданий в розпорядження 1-ї, потім — 2-ї флотилії підводних човнів. В січні 1942 року направлений на будівництво підводного човна U-662. З 9 квітня 1942 року — командир U-662, на якому здійснив 2 походи (разом 109 днів у морі). 29 грудня 1942 року потопив британський торговий пароплав Ville de Rouen водотоннажністю 5598 тонн, який перевозив 5500 тонн генеральних вантажів; всі 71 члени екіпажу пароплава вціліли.
З 15 лютого 1943 року — референт управління морської розвідки ОКМ. В січні-вересні 1944 року — командир болакдопроривача 2 з 2-ї флотилії блокадопроривачів, з грудня 1944 року — 11 з 1-ї флотилії блокадопроривачів. 8 травня 1945 року взятий в полон британськими військами.

## Звання
- Кандидат в офіцери (1 квітня 1928)
- Морський кадет (10 жовтня 1928)
- Фенріх-цур-зее (1 січня 1930)
- Лейтенант-цур-зее (1 жовтня 1932)
- Оберлейтенант-цур-зее (1 вересня 1934)
- Капітан-лейтенант (1 червня 1937)
- Корветтен-капітан (1 серпня 1942)

## Нагороди
- Медаль «За вислугу років у Вермахті» 4-го класу (4 роки)
- Залізний хрест
  - 2-го класу (1940)
  - 1-го класу (1941)
- Нагрудний знак підводника (8 лютого 1943)
- Нагрудний знак мінних тральщиків (серпень 1944)